# Eustace Chapuys
Eustace Chapuys (* 1489 in Annecy; † 21. Januar 1556 in Löwen) war ein savoyscher Diplomat. Er war unter anderem im Auftrag von Kaiser Karl V. als Botschafter am Hofe Heinrichs VIII. von England und später für Maria von Ungarn tätig.

## Leben
Von 1507 bis 1515 studierte er an der Universität Turin. 1517 wurde er Beamter der Diözese von Genf und diente später Karl III. von Savoyen und Charles III. de Bourbon-Montpensier. 1527 trat er in den Dienst von Kaiser Karl V. Nach einer Botschaftsmission an den Hof von Savoyen wurde er im September 1529 Ambassador to the Court of St James’s, d. h. Botschafter in London.
Chapuys stritt um den Ehevertrag von Katharina von Aragón, welche im Januar 1536 starb. Im März 1539 hatte Papst Paul III. Karl V. und Franz I. von Frankreich fast zu einem Feldzug gegen Heinrich VIII. überzeugt. Diego Hurtado de Mendoza y Guevara bot im Auftrag von Karl V. erfolglos Heinrich VIII. einen Ehevertrag mit Christina von Dänemark an. Chapuys erhielt im März 1539 aus Flandern die Weisung, um Ausreisepapiere anzusuchen.
Maria von Ungarn ernannte Philippe Maioris zu ihrem Botschafter bei Heinrich VIII. Eustace Chapuys kam am 19. April 1539 nach Calais, wo er Philippe Maioris, seinen Vertreter, instruierte; dieser segelte am 23. April 1539 nach Dover.
1539 verbrachte Eustace Chapuys in Antwerpen. 1540 kehrte er nach London zurück und suchte 1545 krankheitsbedingt um Entlassung an. Dem Ersuchen wurde, nachdem er seinen Nachfolger Frans van der Dilft eingearbeitet hatte, stattgegeben. Anschließend wohnte Chapuys in Löwen, wo er in 1548 das College von Savoyen gründete.
Von Eustace Chapuys ist eine umfangreiche, detaillierte Korrespondenz erhalten. Sie dient u. a. als Quelle für mehrere Biographien Heinrichs VIII.
In William Shakespeares Drama Heinrich VIII. war Eustace Chapuys die Vorlage für die Figur des Capucius. Dieser wurde von Robert Bolt in der Filmversion A Man for All Seasons zu einem Hauptcharakter. In der Serie Die Tudors wird er von Anthony Brophy dargestellt, in der Fernsehserie Wölfe spielt ihn Mathieu Amalric.